# 克里斯蒂娜·斯坦顿
克里斯蒂娜·斯坦顿（英語：Christine Stanton，1959年12月12日—），澳大利亚女子田径运动员，主攻跳高。她曾代表澳大利亚参加1982年和1986年英联邦运动会田径比赛，获得一枚金牌和一枚银牌。